# 11.ª Divisão Panzer (Alemanha)
A 11ª Divisão Panzer (em alemão: 11. Panzer-Division) foi uma divisão blindada alemã que atuou durante a Segunda Guerra Mundial.

## Comandantes
| Comandante                                                  | Data                                           |
| ----------------------------------------------------------- | ---------------------------------------------- |
| General der Panzertruppen Ludwig Crüwell                    | (1 de Agosto de 1940 - 15 de Agosto de 1941)   |
| Generalleutnant Günther Angern                              | (15 de Agosto de 1941 - 24 de Agosto de 1941)  |
| General der Panzertruppen Hans-Karl Freiherr von Esebeck    | (24 de Agosto de 1941 - 20 de Outubro de 1941) |
| Generalleutnant Walter Scheller                             | (20 de Outubro de 1941 - 16 de Maio de 1942)   |
| General der Panzertruppen Hermann Balck                     | (16 de Maio de 1942 - 4 de Março de 1943)      |
| General der Infanterie Dietrich von Choltitz                | (4 de Março de 1943 - 15 de Maio de 1943)      |
| Generalleutnant Johann Mickl                                | (15 de Maio de 1943 - 10 de Agosto de 1943)    |
| Generalleutnant Wend von Wietersheim                        | (10 de Agosto de 1943 - 10 de Abril de 1945)   |
| Generalmajor Horst Freiherr Treusch und Buttlar-Brandenfels | (10 de Abril de 1945 - 8 de Maio de 1945)      |

## Área de Operações
- Alemanha (Agosto de 1940 - Abril de 1941)
- Balcãs (Abril de 1941 - Junho de 1941)
- Frente Oriental, Setor Sul (Junho de 1941 - Outubro de 1941)
- Frente Oriental, Setor Central (Outubro de 1941 - Junho de 1942)
- Frente Oriental, Setor Sul (Junho de 1942 - Junho de 1944)
- França (Junho de 1944 - Setembro de 1944)
- Alsace  (Setembro de 1944 - Dezembro de 1944)
- Ardennes (Dezembro de 1944 - Janeiro de 1945)
- Alemanha (Janeiro de 1945 - Maio de 1945)

## História
A 11ª Divisão Panzer foi formada em 1 de Agosto de 1940 a partir do 11. Schützen-Brigade e o Pz.Rgt. 15 retirado da 5ª Divisão Panzer e de elementos da 231ª Divisão de Infantaria, 311ª Divisão de Infantaria e 209ª Divisão de Infantaria. A maior parte de seus membros eram da região da Silésia.
No outono de 1942, o general staff da 11. Schützen-Brigade foi despedido. A 11ª Divisão Panzer entrou em ação pela primeira vez na Iugoslavia em Abril de 1941 juntamente com o XIV Corpo de Exército (mot.) do Pz.Gr. 1. Saindo da Bulgaria, chegando a Belgrade e ajudou na captura daquela cidade.
Em seguida foi enviada para a Frente Russa onde fez parte do XXXXVIII Corpo de Exército (mot.) sob comando do General Kempf (Pz.Gr. 1, Grupo de Exércitos Sul). Esta unidade lutou com distinção nas batalhas por Kiev e Uman, mais tarde tomando parte na Marcha em direção à Moscou como parte do XXXXVI Corpo Panzer (Pz.Gr. 4, Grupo de Exércitos Centro).
Em Junho de 1942, juntamente com o 4º Exército Panzer lutou na grande ofensiva em Don e no Volga, uma vez que não estava servindo em Stalingrado. A divisão combateu em Don e Donetz com o 2º Exército Panzer, parte do Grupo de Exércitos Don. Sofreu perdas substanciais durante o inverno de 1942-43.
Enfrentou pesados e difíceis combates para tentar parar o Exército Vermelho no setor de Rostov. Em Julho de 1943, participou da Operação "Zitadelle" como parte do XXXXVIII Corpo Panzer (4º Exército Panzer, Grupo de Exércitos Sul).
Foi mais uma vez severamente testada durante a Batalha de Krivoi Rog no final de 1943. No mês de Fevereiro de 1944, sendo uma das divisões cercadas em Cherkassy. Teve muitas dificuldades para tentar sair do cerco, tanto é que quando conseguiu sair, perdeu quase todos os seus veículos. Para continuar a combater, a divisão foi reforçada com os restos da 123ª Divisão de Infantaria, para que isso ocorresse, foi retirada do fronte e enviada para o setor de Bordeaux na França. Após, recebeu pessoal retirado da 273ª Divisão de Reserva Panzer.
Após ficar estacionada no setor de Toulouse, foi deslocada para o setor do Vale de Rhône em Julho de 1944. Foi forçada a recuar pelo corredor de Rhône, chegando até Besançon. Mais tarde entrou em combate em Alsace e ajudou na defesa de Belfort Gap Após recuando para Saar. Em Dezembro de 1944, lutou em Ardennes com o XIII. SS-K. (1º Exército, Grupo de Exércitos G).
No início daquela batalha, a Divisão possuía 3,500 soldados, incluindo 800 de infantaria. A 11. Pz.Div. entrou em combate em Saarland e em Moselle e após no setor de Trêves como parte do 7. Armee (Janeiro de 1945). Lutou em Remagen com 4,000 solados, 25 tanques e 18 armas que ainda restavam, e foi expulsa da região pelo avanço inimigo.
Apesar da grandes perdas sofridas, ainda era vista como uma das divisões mais fortes da Frente Ocidental. No mês de Março de 1944, integrou o LXXXI Corpo de Exércitos (15. Armee, Grupo de Exércitos B).
Mais tarde foi deslocada para o setor sul do fronte, com as suas forças estacionadas e cercadas em Ruhr. A 11. Pz. Div. Lutou até Maio de 1945, quando era parte do LXXXV Corpo de Exército (7º Exército, Grupo de Exércitos G). Seus últimos sobreviventes foram capturados em 4 de Maio de 1945 na Floresta da Baviera pelo 3º Exército Norte-Americano.

## Recebedores da Cruz de Ferro
47 membros da 11. Pz.Div. foram condecorados com a Cruz de Cavaleiro da Cruz de Ferro, 4 com as Folhas de Carvalho, 3 com as Espadas (incluindo o comandante da Divisão Wend von Wietersheim em 26 de Março de 1944, n° 58) e um com a Cruz de Cavaleiro da Cruz de Honra de Guerra.
| Nome                                      | Data de Adjudicação                  | Patente           | Unidade                                | Comentários                                                         |
| ----------------------------------------- | ------------------------------------ | ----------------- | -------------------------------------- | ------------------------------------------------------------------- |
| Assmann, Alois                            | 18.09.1942                           | Obergefreiter     | Richtschütze i. d. 1./Pz.Jäg.Abt 61    |                                                                     |
| Balck, Hermann                            | [155 Folhas de Carvalho] 20.12.1942  | Generalmajor      | Kdr 11. Pz.Div                         | Espadas nº 25 04.03.1943                                            |
| Bartsch, Günter                           | 12.11.1943                           | Unteroffizier     | Gruppenführer i. d. 2./Pz.Gren.Rgt 110 |                                                                     |
| Bödicker, Heinz                           | 09.01.1944                           | Hauptmann d.R.    | Führer Pz.Pi.Btl 209                   |                                                                     |
| Boelsen, Hans Dr.                         | 17.09.1943                           | Oberst            | Kdr Pz.Gren.Rgt 111                    |                                                                     |
| Bohlmann-Combrinck, Theodor               | 08.08.1941                           | Oberst            | Kdr Schtz.Rgt 111                      |                                                                     |
| Borck, Hans-Georg                         | 23.12.1943                           | Oberleutnant d.R. | Chef 3./Pz.Pi.Btl 209                  |                                                                     |
| Brackel Freiherr von, Bruno Dr.           | 23.08.1941                           | Oberleutnant      | Führer 3./Pz.Rgt 15                    |                                                                     |
| Brockdorff Baron von, Cay-Lorenz          | 14.04.1945                           | Oberleutnant      | Rgts-Adjutant Pz.Rgt 15                |                                                                     |
| Crüwell, Ludwig                           | 14.05.1941                           | Generalmajor      | Kdr 11. Pz.Div                         | Folhas de Carvalho nº 34 1 de Set 1941                              |
| Danowski, Franz                           | 18.10.1944                           | Oberleutnant      | Führer 10.(Pi.)/Pz.Gren.Rgt 111        |                                                                     |
| Donnhauser, Anton                         | 18.07.1943                           | Hauptmann         | Kdr II./Pz.Gren.Rgt 111                |                                                                     |
| Florin, Gerhard                           | 02.02.1942                           | Hauptmann d.R.    | Kdr II./Schtz.Rgt 111                  |                                                                     |
| Frost, Willi                              | 24.09.1943                           | Oberfeldwebel     | Zugführer i. d. 4./Pz.Rgt 15           |                                                                     |
| Grabowski, Josef                          | 18.01.1944                           | Leutnant Führer   | 4./Pz.Gren.Rgt 110                     |                                                                     |
| Grumbt, Otto                              | 28.10.1944                           | Hauptmann         | Kdr II./Pz.Gren.Rgt 111                |                                                                     |
| Hammon, Erich                             | 01.02.1945                           | Oberstleutnant    | Kdr Pz.Art.Rgt 119                     |                                                                     |
| Harthan, Lorenz                           | 12.06.1944                           | Oberfeldwebel     | Pi.Zugführer i. d. 5./Pz.Aufkl.Abt 11  |                                                                     |
| Hauser Freiherr von, Paul                 | 25.01.1943                           | Hauptmann         | Kdr KradSchtz.Btl 61                   |                                                                     |
| Hensel, Gerhard                           | 26.12.1941                           | Oberfeldwebel     | Zugführer i. d. 2./Pz.Rgt 15           |                                                                     |
| Henze, Albert                             | 15.01.1944                           | Oberst            | Kdr Pz.Gren.Rgt 110                    |                                                                     |
| Jokisch, Fritz                            | 28.07.1943                           | Feldwebel         | Zugführer i. d. 3./Pz.Gren.Rgt 110     |                                                                     |
| Kaeppel, Rudolf                           | 01.02.1945                           | Hauptmann         | Chef Div-Begleit.Kp der 11. Pz.Div     |                                                                     |
| Kessler, Arnold                           | 04.10.1944                           | Major             | Kdr Pz.Jäg.Abt 61                      |                                                                     |
| Ketterer, Karl                            | 24.03.1943                           | Oberfeldwebel     | Zugführer i. d. 7./Pz.Rgt 15           |                                                                     |
| Kleinschmidt, Ernst                       | 30.09.1943                           | Leutnant d.R.     | Btl-Adjutant im Pz.Gren.Rgt 111        |                                                                     |
| Kolodziejczyk, Georg                      | 05.03.1945                           | Oberfeldwebel     | Zugführer i. d. 3./Pz.Rgt 15           |                                                                     |
| Lauchert von, Meinrad                     | [396. Folhas de Carvalho] 12.02.1944 | Oberst            | Kdr Pz.Rgt 15                          |                                                                     |
| Lestmann, Karl                            | 25.01.1943                           | Hauptmann         | Kdr II./Pz.Rgt 15                      |                                                                     |
| Luz, Helwig                               | 15.11.1941                           | Oberst            | Kdr Schtz.Rgt 110                      |                                                                     |
| Menzel, Joachim                           | 10.09.1944                           | Major             | Kdr Heeres-Flak.Art.Abt (mot) 277      |                                                                     |
| Muenzner, Eberhard                        | 23.08.1943                           | Hauptmann         | Regiments-Adjutant Pz.Gren.Rgt 111     |                                                                     |
| Mund, Dieter                              | 19.09.1943                           | Leutnant d.R.     | Führer 1./Pz.Jäg.Abt 61                |                                                                     |
| Pirch, Wilhelm                            | 13.09.1943                           | Hauptmann         | Führer Pz.Aufkl.Abt 11                 |                                                                     |
| Rothardt, Heinz                           | 30.09.1943                           | Unteroffizier     | Zugführer i. d. 2./Pz.Aufkl.Abt 11     |                                                                     |
| Ruepprecht Freiherr von, Werner           | 12.12.1944                           | Major             | Führer Pz.Gren.Rgt 111                 |                                                                     |
| Schimmelmann von Lindenburg Graf, Theodor | 14.05.1941                           | Major             | Kdr II./Pz.Rgt 15                      |                                                                     |
| Sivers von, Karl                          | 06.03.1944                           | Major             | Kdr I./Pz.Rgt 15                       |                                                                     |
| Snoek, August                             | 05.11.1944                           | Oberleutnant d.R. | Führer Pz.Pi.Btl 209                   |                                                                     |
| Thoma, Helmut                             | 03.05.1942                           | Oberleutnant      | Chef 9./Art.Rgt 119                    |                                                                     |
| Tilgner, Herbert                          | 18.12.1944                           | Oberleutnant d.R. | Chef 2./Pz.Jäg.Abt 61                  |                                                                     |
| Thieme, Karl                              | 30.10.1943                           | Hauptmann         | Kdr I./Pz.Gren.Rgt 110                 | Folhas de Carvalho 23 de Out 1944 nº 627, Espadas 9 de Maio de 1945 |
| Usedom von, Horst                         | 31.12.1941                           | Major             | Kdr KradSchtz.Btl 61                   |                                                                     |
| Wartenberg von, Guido                     | 06.10.1943                           | Major             | Führer Pz.Gren.Rgt 111                 |                                                                     |
| Welsch, Willi                             | 29.09.1941                           | Hauptmann         | Chef 2./Schtz.Rgt 110                  |                                                                     |
| Wietersheim von, Wend                     | [58. Espadas] 26.03.1944             | Generalmajor      | Kdr 11. Pz.Div                         |                                                                     |
| Wolff, Heinz                              | 12.12.1944                           | Hauptmann d.R.    | Führer I./Pz.Gren.Rgt 110              |                                                                     |
| Zachariae-Lingenthal, Edel-Heinrich       | 18.09.1943                           | Hauptmann         | Kdr II./Pz.Rgt 15                      |                                                                     |